# Plutodes iridaria
Plutodes iridaria là một loài bướm đêm trong họ Geometridae.